# Carlos Espeleta
Carlos Espeleta (ur. 21 marca 1984 w Rosario) – argentyński sztangista, olimpijczyk, reprezentant kraju na letnich igrzyskach olimpijskich w Pekinie.
Podczas igrzysk olimpijskich w Pekinie (2008) wystartował w kategorii do 77 kg. Zajął 19. miejsce, dźwigając w dwuboju 310 kg.